# Dassault Mystère
Dassault MD.452 Mystère je bil francoski enomotorni lovski bombnik in 1950ih. Po uspehu Ouragana je Dassault začel delati na bolj sposobnem nasledniku MD.452 Mystère I', ki je prvič poletel zgodaj leta 1951. Mystère je po izgledu podoben MiGu-15, ima pa Mystere za razliko turboreaktivni motor z aksialnim kompresorjem. 

## Specifikacije (Mystère IIC)
Podatki iz The Complete Book of FightersGreen, William; Gordon Swanborough (1997). The Complete Book of Fighters. London: Salamander Books Limited. str. 148. ISBN 1 85833 777 1.
Splošne značilnosti
- Posadka: 1
- Dolžina: 11,7 m (38 ft 5 in)
- Razpon kril: 13,1 m (43 ft 0 in)
- Višina: 4,26 m (14 ft 0 in)
- Površina kril: 30,3 m2 (326 sq ft)
- Teža praznega letala: 5.225 kg (11.519 lb)
- Maks. vzletna teža: 7.475 kg (16.480 lb)
- Pogon letala: 1 × SNECMA Atar 101D turboreaktivni motor, 29,4 kN (6.600 lbf) potisk motorjev

Zmogljivost
- Maks. hitrost: 1.060 km/h (659 mph; 572 kn)
- Doseg: 885 km (550 mi; 478 nmi)
- Višina leta: 15.250 m (50.033 ft)
- Hitrost vzpenjanja: 23 m/s (4.500 ft/min)

Oborožitev

- Strelno orožje: 2× 30 mm (1,181 in) DEFA topa, vsak s 150 naboji
- Rakete: 2× izstreljevalci raket Matra, vsak z 18× 68 mm (2,68 in) SNEB raketami
- Bombe: Do 900 kg (2.000 lb) bomb ali odvrgljvih rezervoarjev